# US Open 1987 (tennis)
De 107e editie van het Amerikaanse grandslamtoernooi, het US Open 1987, werd gehouden van dinsdag 1 tot en met maandag 14 september 1987. Voor de vrouwen was het de 101e editie. Het toernooi werd gespeeld op het terrein van het USTA Billie Jean King National Tennis Center, gelegen in Flushing Meadows in het stadsdeel Queens in New York.

## Belangrijkste uitslagen
Mannenenkelspel

Finale: Ivan Lendl won van Mats Wilander met 6-7, 6-0, 7-6, 6-4
Vrouwenenkelspel

Finale: Martina Navrátilová won van Steffi Graf met 7-6, 6-1
Mannendubbelspel

Finale: Stefan Edberg en Anders Järryd wonnen van Ken Flach en Robert Seguso met 7-6, 6-2, 4-6, 5-7, 7-6
Vrouwendubbelspel

Finale: Martina Navrátilová en Pam Shriver wonnen van Kathy Jordan en Elizabeth Smylie met 5-7, 6-4, 6-2
Gemengd dubbelspel

Finale: Martina Navrátilová en Emilio Sánchez wonnen van Betsy Nagelsen en Paul Annacone met 6-4, 6-7, 7-6
Meisjesenkelspel

Finale: Natallja Zverava (Sovjet-Unie) won van Sandra Birch (VS) met 6-0, 6-3
Meisjesdubbelspel

Finale: Meredith McGrath (VS) en Kimberly Po (VS) wonnen van Kim Il-soon (Zuid-Korea) en Wang Shi-ting (Taiwan) met 6-4, 7-5
Jongensenkelspel

Finale: David Wheaton (VS) won van Andrej Tsjerkasov (Sovjet-Unie) met 7-6, 6-0
Jongensdubbelspel

Finale: Goran Ivanišević (Joegoslavië) en Diego Nargiso (Italië) wonnen van Zeeshan Ali (India) en Brett Steven (Nieuw-Zeeland) met 3-6, 6-4, 6-3
1881 · 1882 · 1883 · 1884 · 1885 · 1886 · 1887 · 1888 · 1889 · 1890 · 1891 · 1892 · 1893 · 1894 · 1895 · 1896 · 1897 · 1898 · 1899 · 1900 · 1901 · 1902 · 1903 · 1904 · 1905 · 1906 · 1907 · 1908 · 1909 · 1910 · 1911 · 1912 · 1913 · 1914 · 1915 · 1916 · 1917 · 1918 · 1919 · 1920 · 1921 · 1922 · 1923 · 1924 · 1925 · 1926 · 1927 · 1928 · 1929 · 1930 · 1931 · 1932 · 1933 · 1934 · 1935 · 1936 · 1937 · 1938 · 1939 · 1940 · 1941 · 1942 · 1943 · 1944 · 1945 · 1946 · 1947 · 1948 · 1949 · 1950 · 1951 · 1952 · 1953 · 1954 · 1955 · 1956 · 1957 · 1958 · 1959 · 1960 · 1961 · 1962 · 1963 · 1964 · 1965 · 1966 · 1967
↓ open tijdperk ↓
1968 (m-v-md-vd-gd) ·
1969 (m-v-md-vd-gd) ·
1970 (m-v-md-vd-gd) ·
1971 (m-v-md-vd-gd) ·
1972 (m-v-md-vd-gd) ·
1973 (m-v-md-vd-gd) ·
1974 (m-v-md-vd-gd) ·
1975 (m-v-md-vd-gd) ·
1976 (m-v-md-vd-gd) ·
1977 (m-v-md-vd-gd) ·
1978 (m-v-md-vd-gd) ·
1979 (m-v-md-vd-gd) ·
1980 (m-v-md-vd-gd) ·
1981 (m-v-md-vd-gd) ·
1982 (m-v-md-vd-gd) ·
1983 (m-v-md-vd-gd) ·
1984 (m-v-md-vd-gd) ·
1985 (m-v-md-vd-gd) ·
1986 (m-v-md-vd-gd) ·
1987 (m-v-md-vd-gd) ·
1988 (m-v-md-vd-gd) ·
1989 (m-v-md-vd-gd) ·
1990 (m-v-md-vd-gd) ·
1991 (m-v-md-vd-gd) ·
1992 (m-v-md-vd-gd) ·
1993 (m-v-md-vd-gd) ·
1994 (m-v-md-vd-gd) ·
1995 (m-v-md-vd-gd) ·
1996 (m-v-md-vd-gd) ·
1997 (m-v-md-vd-gd) ·
1998 (m-v-md-vd-gd) ·
1999 (m-v-md-vd-gd) ·
2000 (m-v-md-vd-gd) ·
2001 (m-v-md-vd-gd) ·
2002 (m-v-md-vd-gd) ·
2003 (m-v-md-vd-gd) ·
2004 (m-v-md-vd-gd) ·
2005 (m-v-md-vd-gd) ·
2006 (m-v-md-vd-gd) ·
2007 (m-v-md-vd-gd) ·
2008 (m-v-md-vd-gd) ·
2009 (m-v-md-vd-gd) ·
2010 (m-v-md-vd-gd) ·
2011 (m-v-md-vd-gd) ·
2012 (m-v-md-vd-gd) ·
2013 (m-v-md-vd-gd) ·
2014 (m-v-md-vd-gd) ·
2015 (m-v-md-vd-gd) ·
2016 (m-v-md-vd-gd) ·
2017 (m-v-md-vd-gd) ·
2018 (m-v-md-vd-gd) ·
2019 (m-v-md-vd-gd) ·
2020 (m-v-md-vd) ·
2021 (m-v-md-vd-gd) ·
2022 (m-v-md-vd-gd) ·
2023 (m-v-md-vd-gd)  ·
2024 (m-v-md-vd-gd)
Lijst van US Openwinnaars